# فدراسیون شنا مالزی
فدراسیون شنا مالزی (مالایی: Persekutuan Renang Malaysia) (به انگلیسی: Malaysia Swimming Federation) نهاد حاکم ملی بر ورزش‌های شنا، واترپلو، شنای موزون، شیرجه و شنا در آب‌های آزاد در مالزی است. این فدراسیون که در بدو تأسیس تحت عنوان اتحادیه شنای آماتور مالزی (کوته‌نوشت به انگلیسی: ASUM) (مالایی: Persatuan Renang Amatur Malaysia) شکل گرفت، نام کنونی خود را از ماه ژوئیه ۲۰۲۰ به کار گرفت. این فدراسیون مسئول انتخاب تیم شنای المپیک مالزی و تیم‌های دیگر که نماینده رسمی مالزی در مسابقات و تورنمنت‌ها هستند، همچنین عملکرد و ساماندهی همه‌جانبه این ورزش در داخل کشور می‌باشد. ستاد مرکزی این فدراسیون در مرکز ملی ورزش‌های آبی، مجموعه ورزشی ملی در بوکیت جلیل، کوالا لامپور است.